# Kyfóza

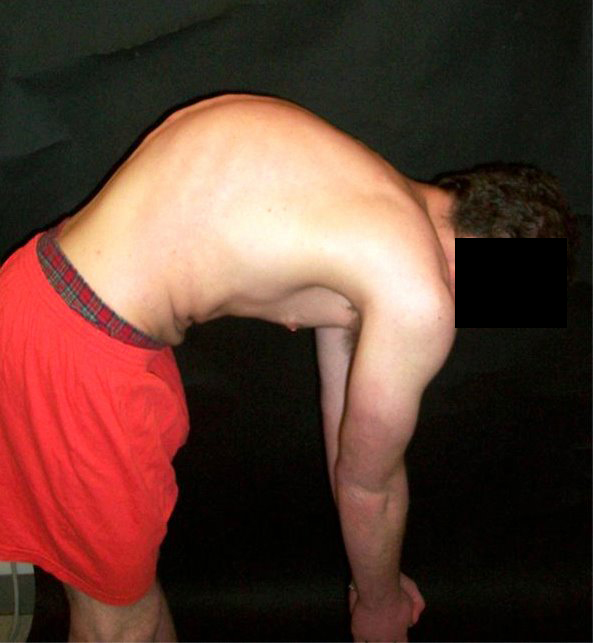
Kyfóza způsobená Scheuermannovou chorobou

Kyfóza (z řeckého κυφός kyfos, hrb) je mimořádně velké konvexní zakřivení páteře (směrem ven, dozadu) v hrudní a křížové části.  Abnormální konkávní (směrem dovnitř) lordotické zakřivení krční a bederní oblasti páteře se nazývá lordóza. Kyfóza může být důsledkem jiné degenerativní nemoci plotének; vývojové abnormality, nejčastěji Scheuermannovy choroby; osteoporózy s kompresními zlomeninami obratle; mnohočetného myelomu nebo zranění (traumat).
Normální hrudní páteř sahá od 1. do 12. obratle a měla by mít mírný kyfotický úhel v rozsahu od 20° do 45° (úhel mezi rovinou spodní plochy posledního krčního obratle (C7) a rovinou vrchní plochy křížové kosti (S1)). Je-li tento úhel v důsledku „vyklenutí“ hrudní páteře větší než 45°, mluvíme o kyfóze nebo „hyperkyfóze“. Klasickou formou hyperkyfózy je Scheuermannova kyfóza způsobená klínovitými obratly, jak se vyvinuly během dospívání. Příčina není v současné době známa, stav se jeví jako multifaktoriální a je častěji pozorován u mužů než u žen. 
Ve smyslu deformity jde o patologické zakřivení páteře, při němž části páteře ztrácejí část nebo celý svůj lordotický profil. To způsobuje ohnutí zad, shrbenou postavu.
Zatímco většina případů kyfózy je mírná a vyžaduje pouze rutinní monitorování, závažné případy mohou pacienta oslabovat. Vysoké stupně kyfózy mohou způsobit silnou bolest a nepohodlí, potíže s dýcháním a trávením, kardiovaskulární nepravidelnosti, v závažnějších případech významně zkrácenou délku života. Tyto stupně zakřivení typicky nereagují na konzervativní léčbu a téměř vždy vyžadují operativní ztužení části páteře, jež může přirozený stupeň zakřivení těla obnovit.
Jedna studie spojuje kyfózu u dětí s nosohltanovou obstrukcí.

## Prezentace

### Komplikace
Riziko závažných komplikací při operaci páteřní fúze u kyfózy se odhaduje na 5 %, což je podobné rizikům chirurgického zákroku při skolióze. Mezi možné komplikace patří zánět měkkých tkání nebo hluboké zánětlivé procesy, poruchy dýchání, krvácení a poranění nervů. Podle nejnovějších důkazů může být skutečná míra komplikací podstatně vyšší. Dokonce i z těch pacientů, kteří netrpí závažnými komplikacemi, jich 5 % vyžaduje reoperaci do pěti let po zákroku a obecně není jasné, co lze od operace páteře očekávat v dlouhodobém horizontu.  S ohledem na to, že znaky a symptomy deformace páteře nemohou být změněny chirurgickým zákrokem, chirurgický zákrok zůstává kosmetickou indikací.  Kosmetické účinky chirurgického zákroku nejsou bohužel stabilní.

## Diagnóza

### Klasifikace
Rozlišujeme několik druhů kyfózy (v závorce kódy ICD-10):
- Posturální kyfóza (M40.0), nejběžnější typ, obvykle přisuzovaný hrbení, se může vyskytnout jak u starých,[8] tak u mladých osob. U mládeže je reverzibilní, ve starém věku to může být případ hyperkyfózy a takzvaný „hrb“. Asi třetina nejtěžších případů hyperkyfózy u starších lidí má zlomeniny páteře.[9] Obecně má stárnoucí tělo sklon ke ztrátě svalové a kosterní integrity [10] a hyperkyfóza se může rozvinout v důsledku stárnutí.[9] [11]
- Scheuermannova kyfóza (M42.0) je významně horší kosmeticky; může způsobit různé stupně bolesti a také ovlivnit různé oblasti páteře (nejčastěji střed hrudního prostoru). Scheuermannova kyfóza je považována za formu juvenilní osteochondrózy páteře a běžně se nazývá Scheuermannova choroba. Vyskytuje se převážně u teenagerů a představuje významně horší deformitu než posturální kyfóza. Pacient trpící Scheuermannovou kyfózou nemůže držení těla vědomě korigovat.[12] [13] Vrchol zakřivení je v hrudních obratlích a je poměrně tuhý. U tohoto vrcholu může pacient pociťovat bolest, ještě zhoršovanou fyzickou aktivitou a dlouhým stáním nebo sezením. To může značně poškozovat jeho život, neboť jeho aktivita je omezena jeho stavem; může se cítit izolován nebo nejistý mezi dětskými vrstevníky, v závislosti na úrovni deformity. Zatímco u posturální kyfózy se obratle a ploténky jeví jako normální, v Scheuermannově kyfóze jsou nepravidelné, často herniované a klínovitě tvarované alespoň na třech sousedních úrovních. Únava je velmi častým příznakem, s největší pravděpodobností z důvodu intenzivní svalové práce, kterou musí pacient vynaložit, aby správně stál či seděl. Zdá se, že tento stav se dědí. Většina pacientů, kteří podstoupili operaci k nápravě kyfózy, má Scheuermannovu nemoc. V Česku a na Slovensku probíhá dobrovolnická osvětová kampaň, která má za cíl přispět k včasné diagnóze a odpovídající léčbě.
- Vrozená kyfóza (Q76.4) může vzniknout u kojenců, jejichž páteř se v děloze nevyvinula správně. Páteře mohou být deformované nebo srostlé a mohou časem způsobit další progresivní kyfózu, jak se dítě vyvíjí. [14] Chirurgická léčba může být nezbytná ve velmi rané fázi a může pomoci udržet normální křivku v koordinaci s důsledným sledováním změn. Rozhodnutí pro operaci však může být velmi obtížné vzhledem k možným rizikům pro dítě. Vrozená kyfóza se také může náhle objevit v dospívání, častěji u dětí s dětskou mozkovou obrnou a jinými neurologickými poruchami.
- Nutriční kyfóza může být důsledkem nutričních nedostatků, zejména v dětství, jako je nedostatek vitaminu D (způsobující křivici), který změkčuje kosti a vede k zakřivení páteře a končetin pod tělesnou hmotností dítěte.
- Gibbusova deformita  je forma strukturní kyfózy, často následek tuberkulózy.
- Posttraumatická kyfóza (M84.0) může vzniknout v důsledku neošetřených nebo neúčinně léčených vertebrálních fraktur.

### Třídění

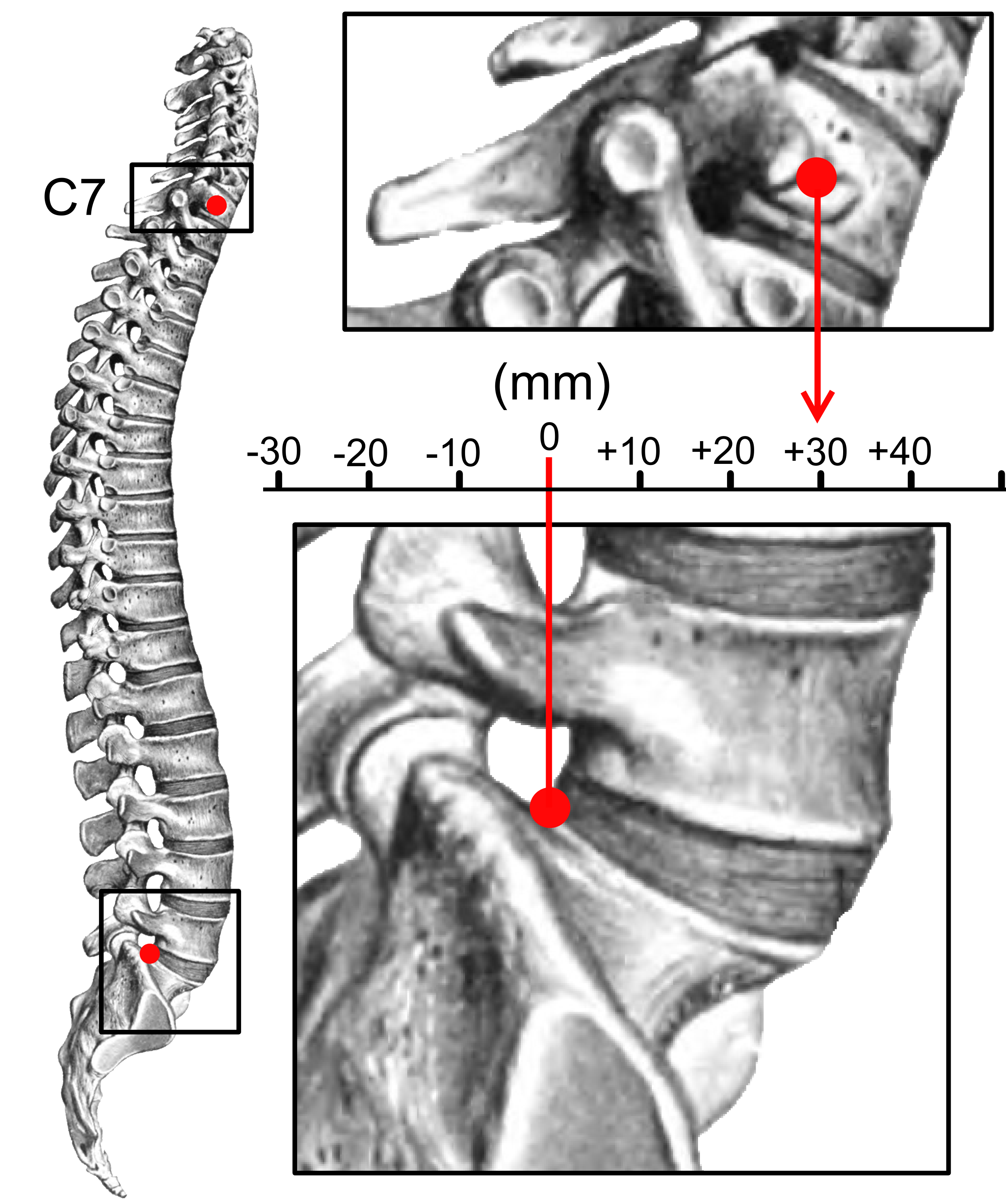
Měření sagitální rovnováhy.

Kyfóza může být klasifikována dle závažnosti podle Cobbova úhlu. Lze také měřit sagitální rovnováhu. Sagitální rovnováha je horizontální vzdálenost mezi středem C7 a horním okrajem koncové destičky S1 na laterálním rentgenovém snímku.  Posun více než 2,5   anteriorně nebo posteriorně se považuje za abnormální. 

## Léčba
Diagnóza kyfózy se obvykle provádí pozorováním a měřením. Idiopatické příčiny, jako například vertebrální klín nebo jiné abnormality, mohou být potvrzeny rentgenovým zářením. Osteoporóza, jako další možná příčina kyfózy, může být potvrzena skenováním kostní hustoty. Posturální hrudní kyfóza může být často léčena reedukací držení těla a soustředěnými posilovacími cvičeními. Idiopatickou kyfózu hrudníku způsobenou vertebrálním klínem, zlomeninami nebo vertebrálními abnormalitami je obtížnější zvládnout, protože správné držení těla nemusí být možné vzhledem ke strukturálním změnám obratlů. Děti, které nedokončily svůj růst, mohou s dlouhodobým cvičením vykazovat dlouhodobá zlepšení. Cvičení mohou být předepsána ke zmírnění nepohodlí spojeného s nataženými zádovými svaly. Různá místa podporovaná gravitací nebo jemná trakce mohou minimalizovat bolest spojenou s nárazem nervového kořene. Chirurgický zákrok může být doporučován pro těžkou idiopatickou kyfózu.

### Korzet

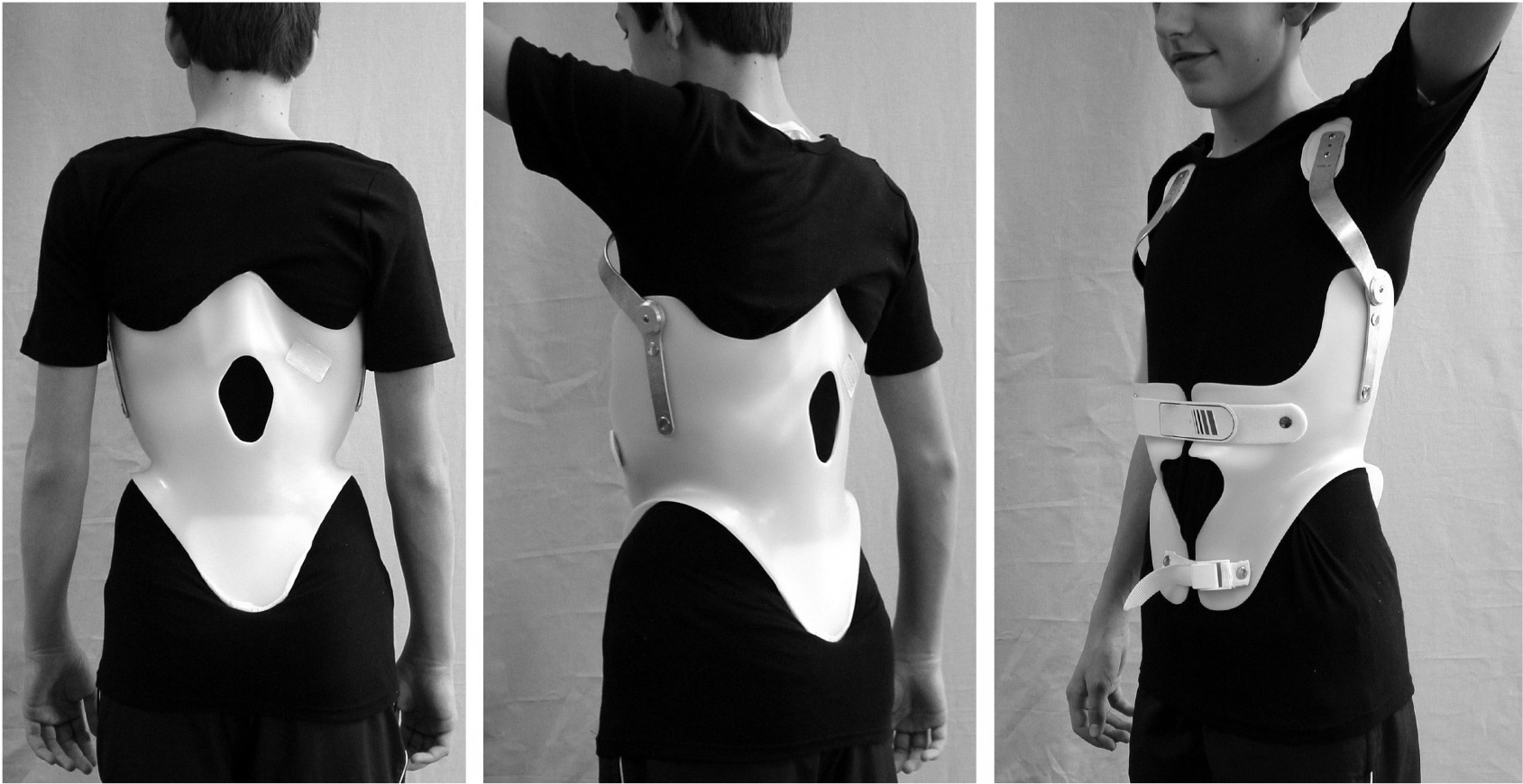
Moderní ortéza pro léčbu hrudní kyfózy. Ortéza je konstruována pomocí zařízení CAD / CAM.

Tělesné výztuhy vykazovaly přínos v randomizované kontrolované studii. 
Ortéza Milwaukee je jedna konkrétní ortéza těla, která je často používána k léčbě kyfózy v USA. Moderní CAD/CAM braces se používají v Evropě k léčbě různých typů kyfózy. Ty se nosí mnohem snáze a mají lepší korekci v podpěrách, než je uvedeno u ortézy Milwaukee. Protože existují různé křivky (hrudní, thoracolumbar a bederní), používají se různé typy ortézy s různými výhodami a nevýhodami. 

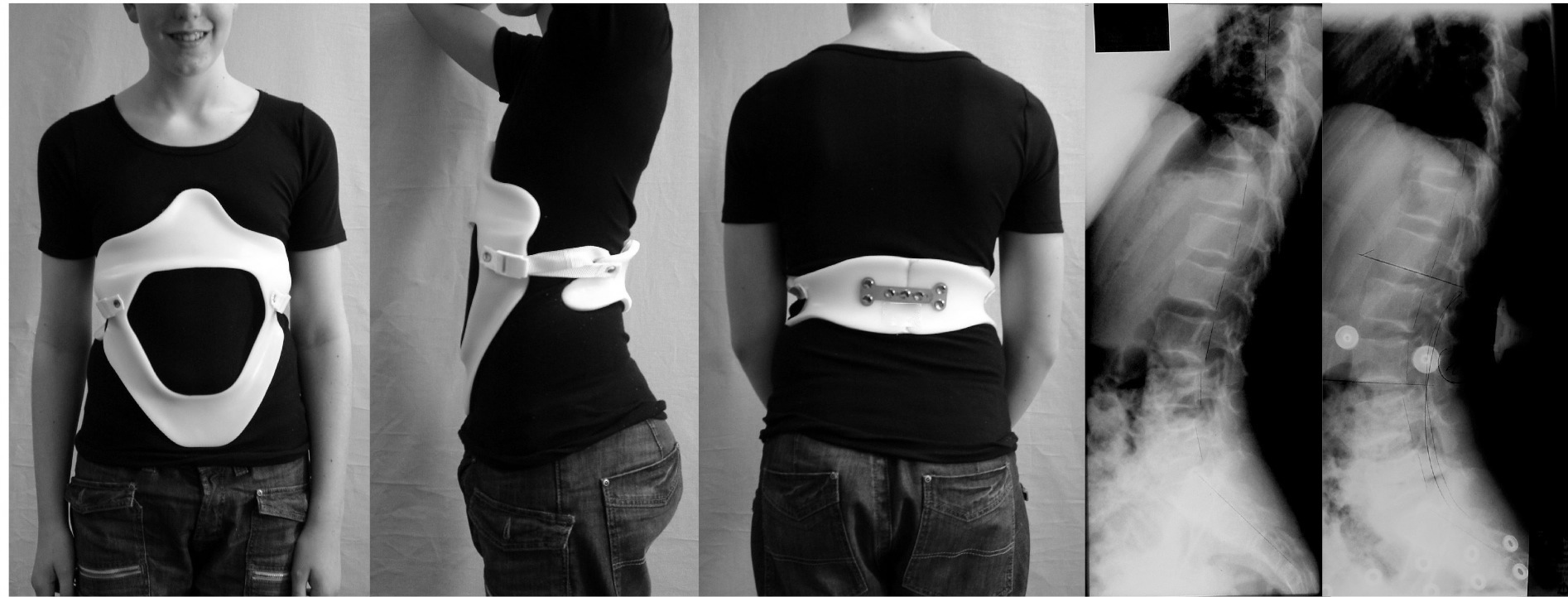
Moderní ortéza pro léčbu bederní nebo thoracolumbar kyfózy. Ortéza je konstruována pomocí zařízení CAD / CAM. Hlavním cílem je obnovení bederní lordózy.

### Fyzikální terapie
V Německu je standardní léčbou jak Scheuermannovy choroby, tak bederní kyfózy Schrothova metoda, systém fyzikální terapie skoliózy a příbuzných deformit páteře.  Při ní je třeba ležet na zádech, umisťovat polštář pod lopatkovou oblast a následně natahovat krční páteř.

### Chirurgická operace
Chirurgická léčba může být použita v závažných případech. U pacientů s progresivní kyfotickou deformitou způsobenou kolapsem obratle může postup zvaný kyfoplastika zastavit deformitu a zmírnit bolest. Kyfoplastika je minimálně invazivní postup, který vyžaduje pouze malý otvor v kůži. Hlavním cílem je dosáhnout toho, aby se poškozený obratel vrátil co nejvíce ke své původní výšce.

## Osoby postižené kyfózou
- Markéta Bavorská (1442–1479)
- Şehzade Cihangir (1531-1553), osmanský princ
- Benjamin Lay (1682-1759), americký kvaker a abolicionista
- Mahmud I. (1696-1754), osmanský sultán
- Georg Christoph Lichtenberg (1742-1799), německý fyzik, matematik a aforista
- Charles Proteus Steinmetz (1865-1923), německo-americký elektroinženýr

### Literární postavy
- Victor Hugo, Hrbáč z Notre-Dame (Quasimodo)
- Giuseppe Verdi, Rigoletto
- Günter Grass, Plechový bubínek

## Příbuzná témata
- Ehlers-Danlosův syndrom
- Loeys-Dietzův syndrom
- Pottova nemoc